# Bhaktapúr
Bhaktapúr (nepálsky a v sanskrtu: भक्तपुर, lit. "Město oddaných"), historicky nazývané Bhatgaon, je město ve východním cípu údolí Káthmándú v Nepálu vzdálené asi 13 km od hlavního města Káthmándú. Bhaktapúr je rozlohou nejmenší město Nepálu a zároveň město nejhustěji osídlené. Spolu s Káthmándú a Pátánem je Bhaktapúr jedním ze tří hlavních měst údolí Káthmándú a je hlavním névárským sídlem v zemi, leží v provincii Bágmatí. Město je také známé svou névárskou tradicí, kuchyní a uměleckými řemeslníky. Bhaktapúr utrpěl velké škody při zemětřesení v dubnu 2015. Bydlí tu asi 80 000 obyvatel.
Jako součást údolí Káthmándú sdílí svou historii, kulturu a jazyk s ostatními městy v údolí. Ačkoli kroniky, jako Gopal Raj Vamšávalí, kladou založení Bhaktapúru do 12. století, je místem četných osad přinejmenším od dob dynastie Liččhaviů. Bhaktapúr sloužil jako hlavní město Nepálu během první poloviny dynastie Malla od 12. století do roku 1482, kdy se Nepál rozdělil na tři nezávislá království.  Dynastie Mallů je považována za zlaté období Bhaktapúru a i po jeho rozdělení v roce 1428 se Bhaktapúru podařilo zůstat bohatým a mocným Névárským královstvím, především díky své poloze na starobylé indicko-tibetské obchodní cestě. V roce 1769 byl Bhaktapúr napaden a připojen k expandujícímu království Gorkha (které se později stalo Nepálským královstvím). Po anexi zůstal Bhaktapúr do značné míry izolován od ostatních částí Nepálu, což vedlo ke stagnaci rozvoje jeho hospodářství a umění a umožnilo mu zůstat homogenním névárským městem. Kvůli izolaci a přehlížení ze strany centrální vlády v Káthmándú se jeho infrastruktura a ekonomika zhoršily a zemětřesení v roce 1934 situaci ještě zhoršilo. Ekonomika a infrastruktura Bhaktapúru se začala zlepšovat až od 80. let 20. století, a to především díky cestovnímu ruchu a pomoci poskytované západním Německem v rámci projektu rozvoje Bhaktapúru.
V porovnání s ostatními nevárskými osadami je Bhaktapúr převážně hinduistický a mluví se v něm odlišným dialektem nepálské bhasy. Bhaktapúr je jednou z nejnavštěvovanějších turistických destinací Nepálu, např. v roce 2014 přilákala 301 012 turistů. Nyatapola, pagoda s pěti střechami dokončená v roce 1702, je nejznámější stavbou Bhaktapúru a spolu s bývalým královským palácem tvoří turistické centrum Bhaktapúru. Město je také proslulé četnými festivaly a karnevaly, jako je jarní festival Biskā jātrā a karneval Sāpāru (neboli Gai jatra), které jsou významnou součástí místní kultury a dobře přispívají k cestovnímu ruchu. Bhaktapúr je také nazýván "hlavním městem hudby a tance" v Nepálu díky přítomnosti více než 200 druhů tradičních tanců, z nichž většina jsou tance v maskách a kromě několika jsou součástí každoročního karnevalu Sāpāru (nebo Gai jatra).  Je také proslulý svou kuchyní, z níž je nejoblíbenější jūjū dhau, druh jogurtu vyráběný z buvolího mléka. Bhaktapúrští hrnčíři a řemeslníci jsou také známí po celé zemi. Díky dobře zachovalé středověké podobě zapsalo UNESCO Bhaktapúr v roce 1979 na seznam světového dědictví.

## Zemětřesení v roce 2015

Bhaktapúrské náměstí Durbar po zemětřesení v dubnu 2015 během rekonstrukce

Zemětřesení o síle 7,8 Richterovy škály v Nepálu v roce 2015, které udeřilo 25. dubna 2015 poškodilo 116 památek ve městě. Z těchto památek bylo 67 zcela poškozeno, zatímco 49 utrpělo částečné škody. Zemětřesení vážně poškodilo bhaktapúrské náměstí Durbar, významnou památku zařazenou na seznam světového dědictví UNESCO. Při katastrofě došlo také k poškození hlavního areálu chrámu Taleju.
I zemětřesení v Nepálu a Biháru v roce 1934 zničilo několik budov, které již nebyly obnoveny. Chyasilin Mandap byl v roce 1990 přestavěn s využitím současné technologie odolné proti zemětřesení. Budova přežila zemětřesení v roce 2015 bez úhony.

## Galerie

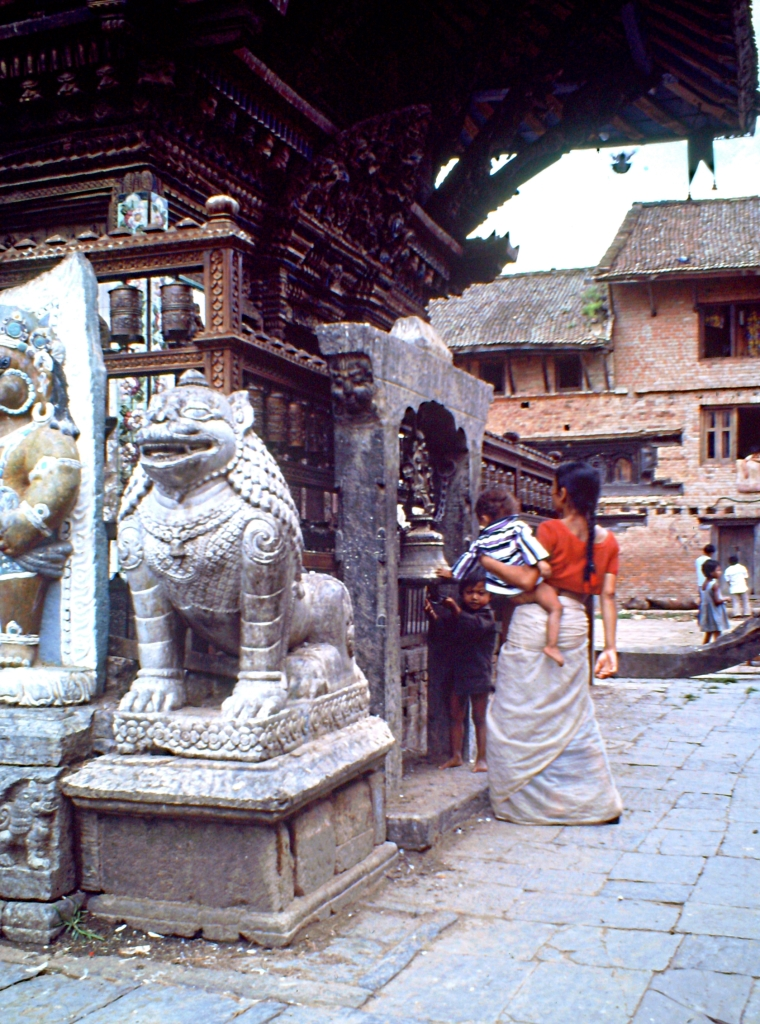
Pouliční scéna, Bhaktapúr, Nepál. 1979
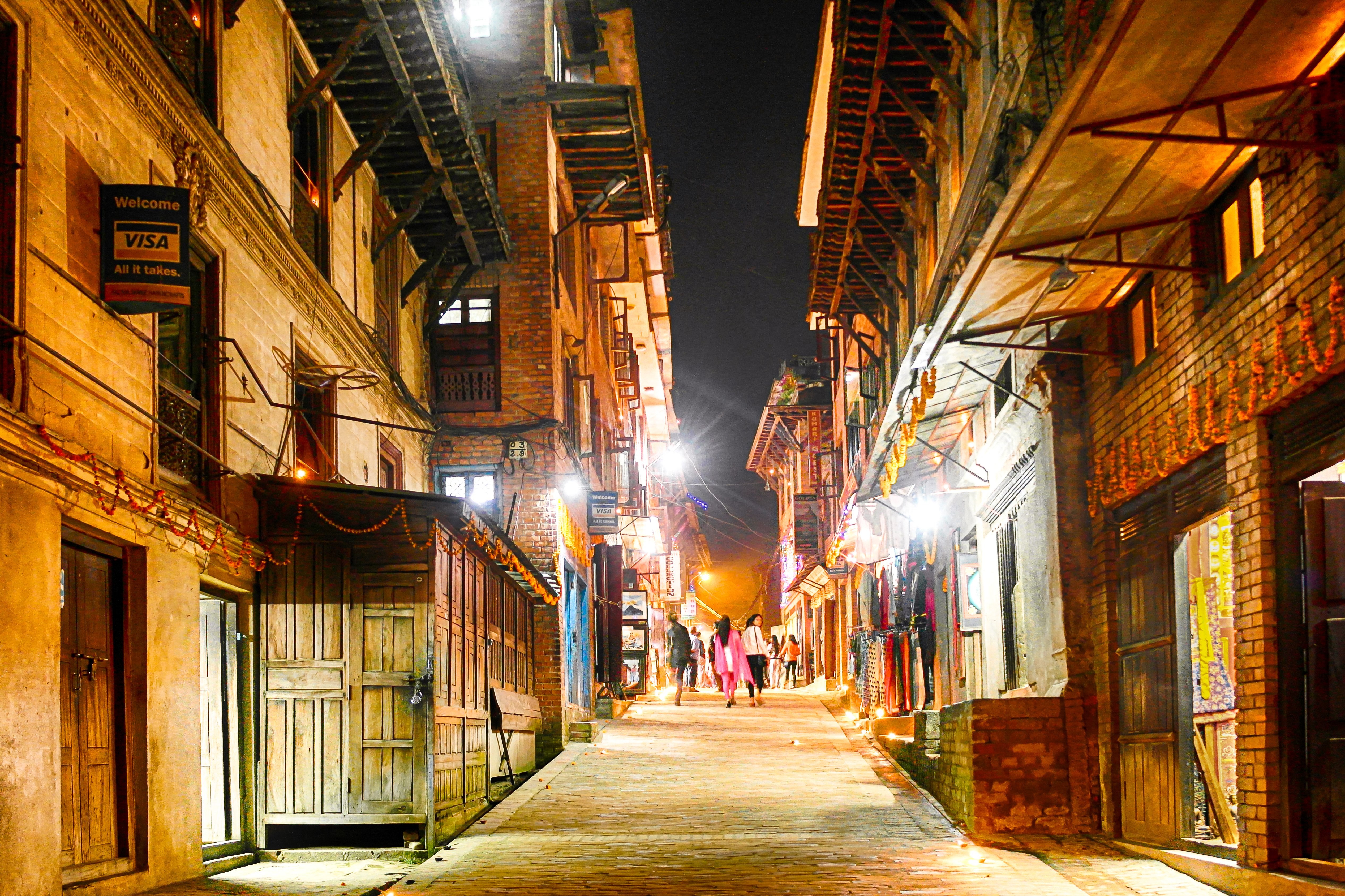
Ulice Bhaktapúru v noci
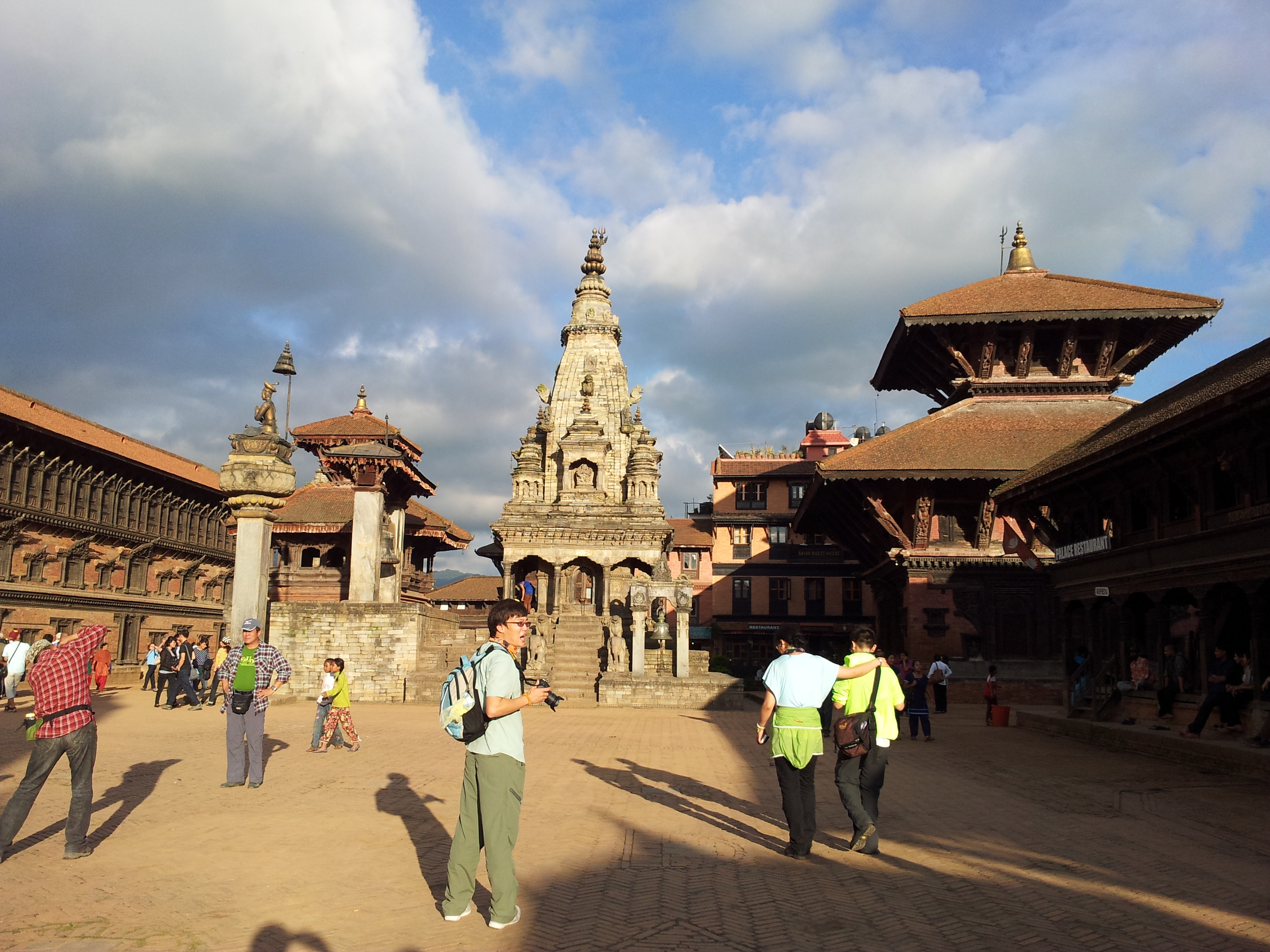
Náměstí Bhaktapúru Durbar
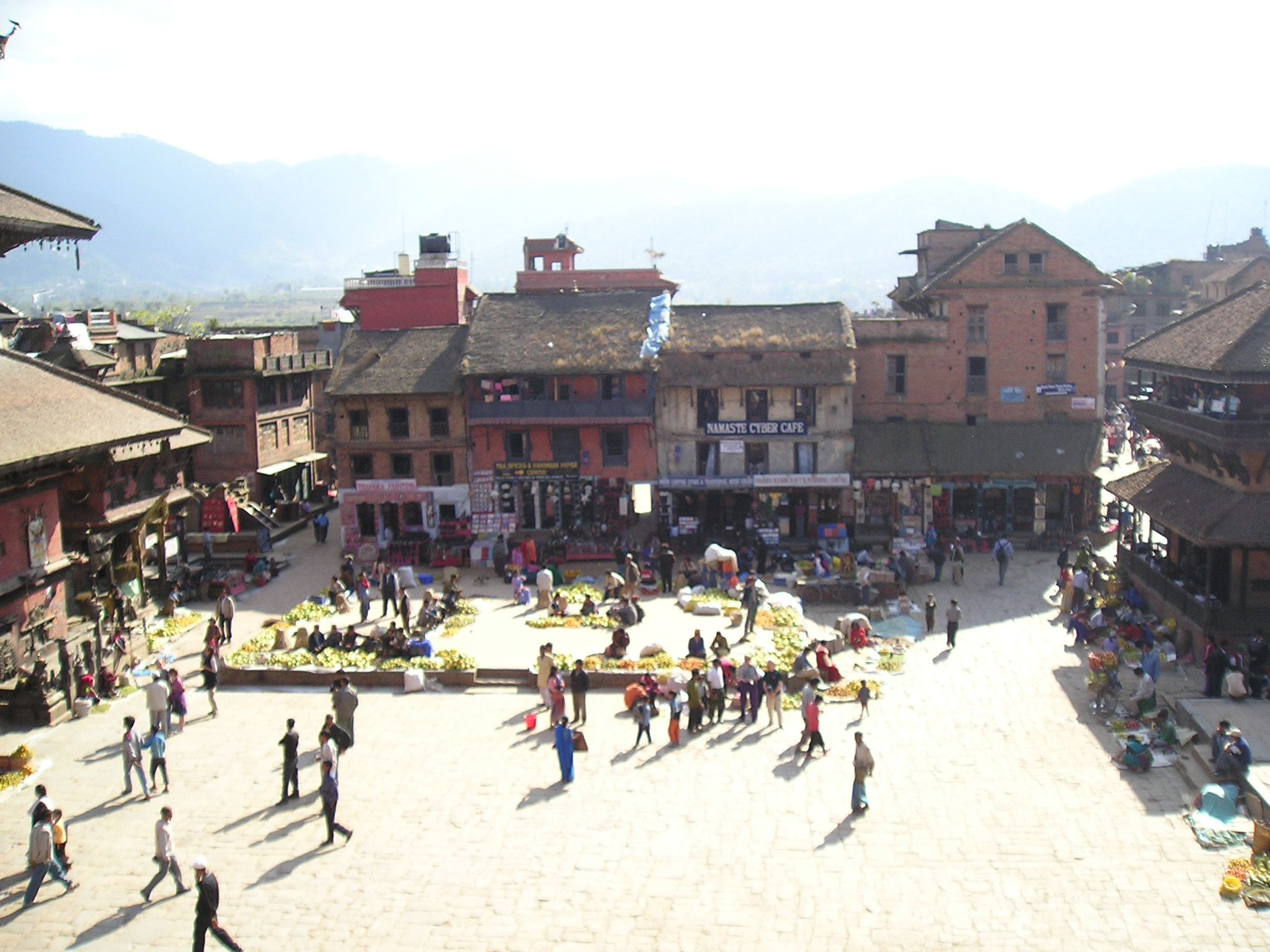
Náměstí Taumadhi.
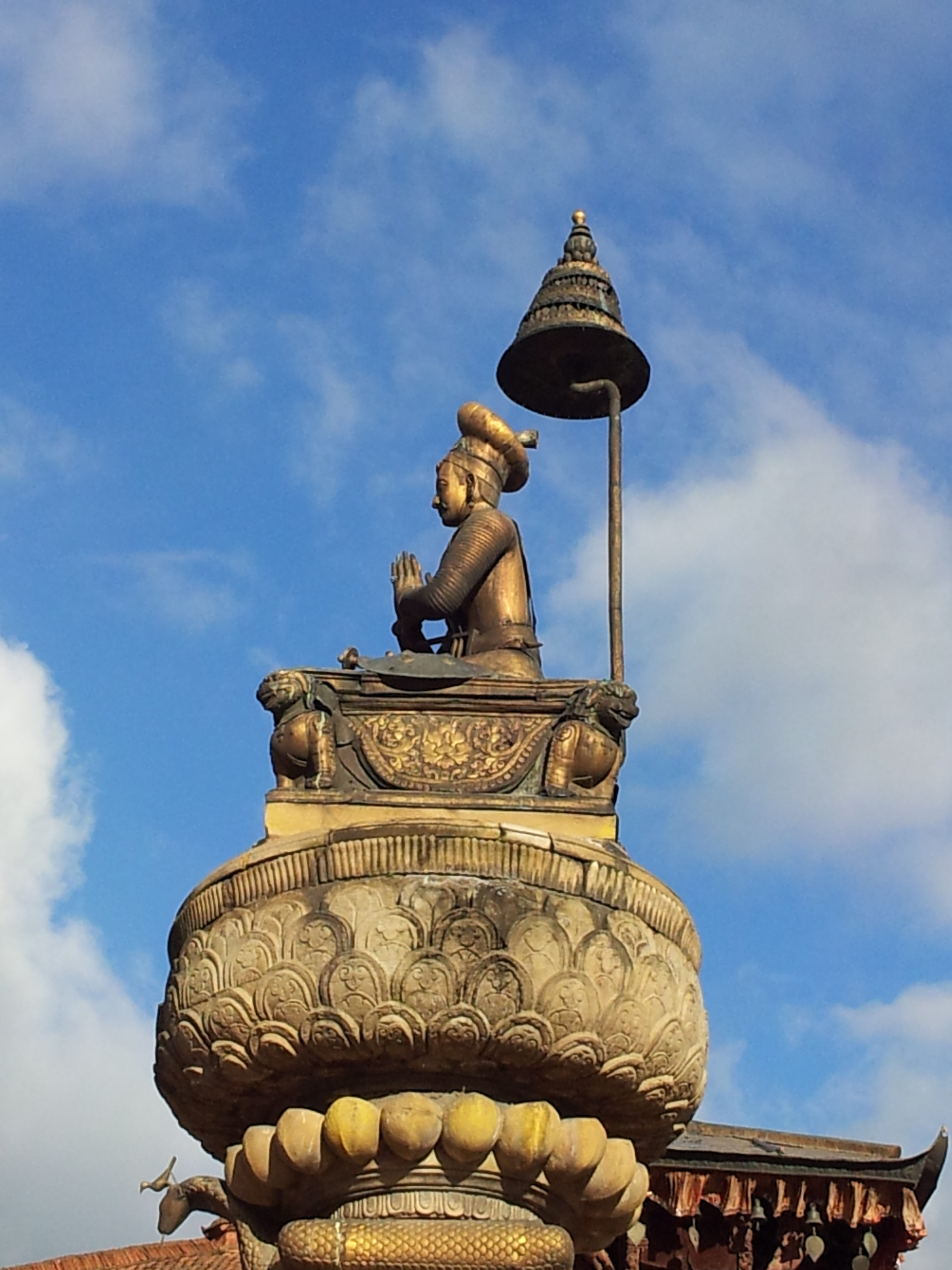
Socha krále Bhupatindra Malla na náměstí Bhaktapúr Durbar
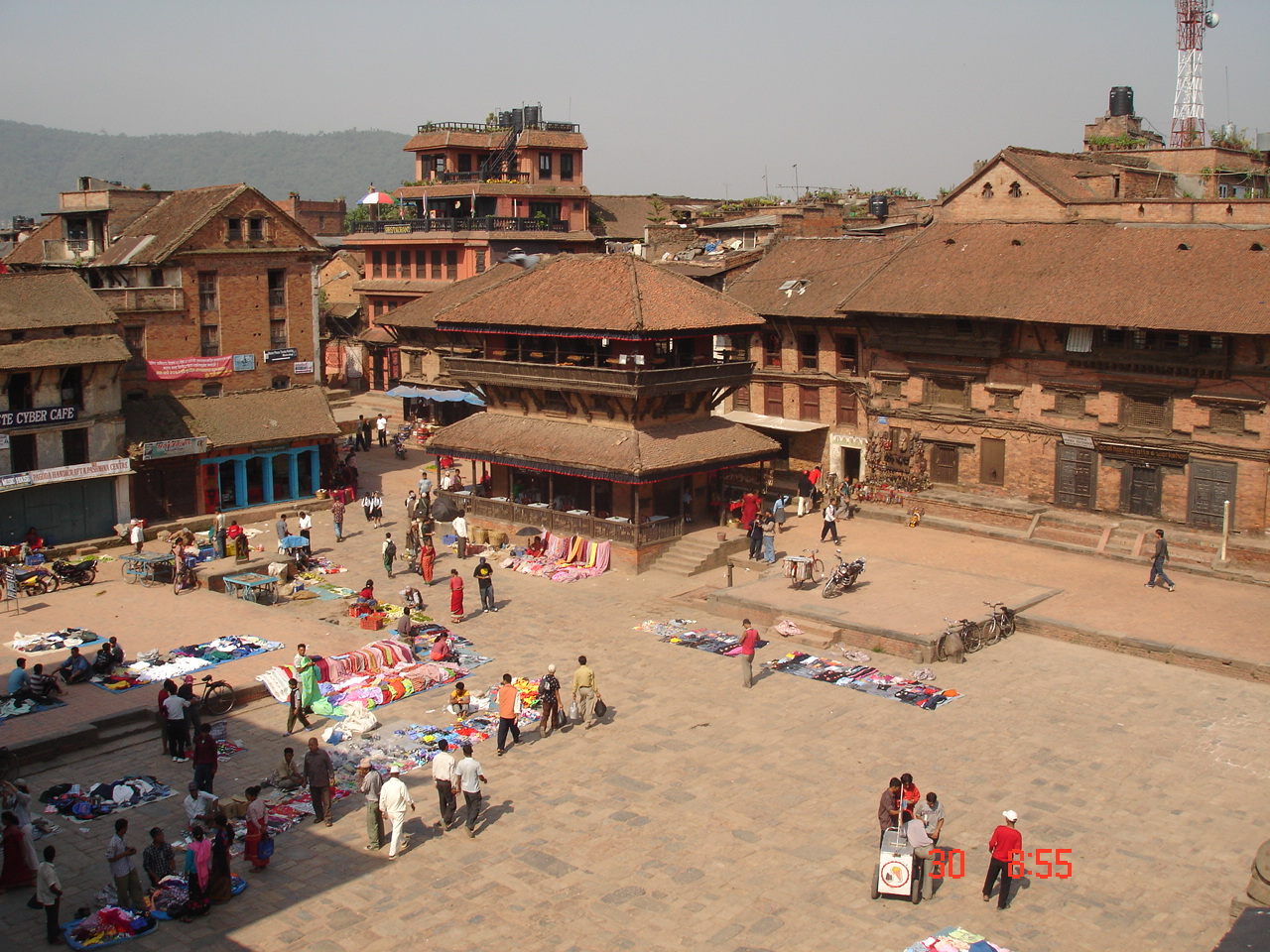
Pohled na náměstí Taumadhi
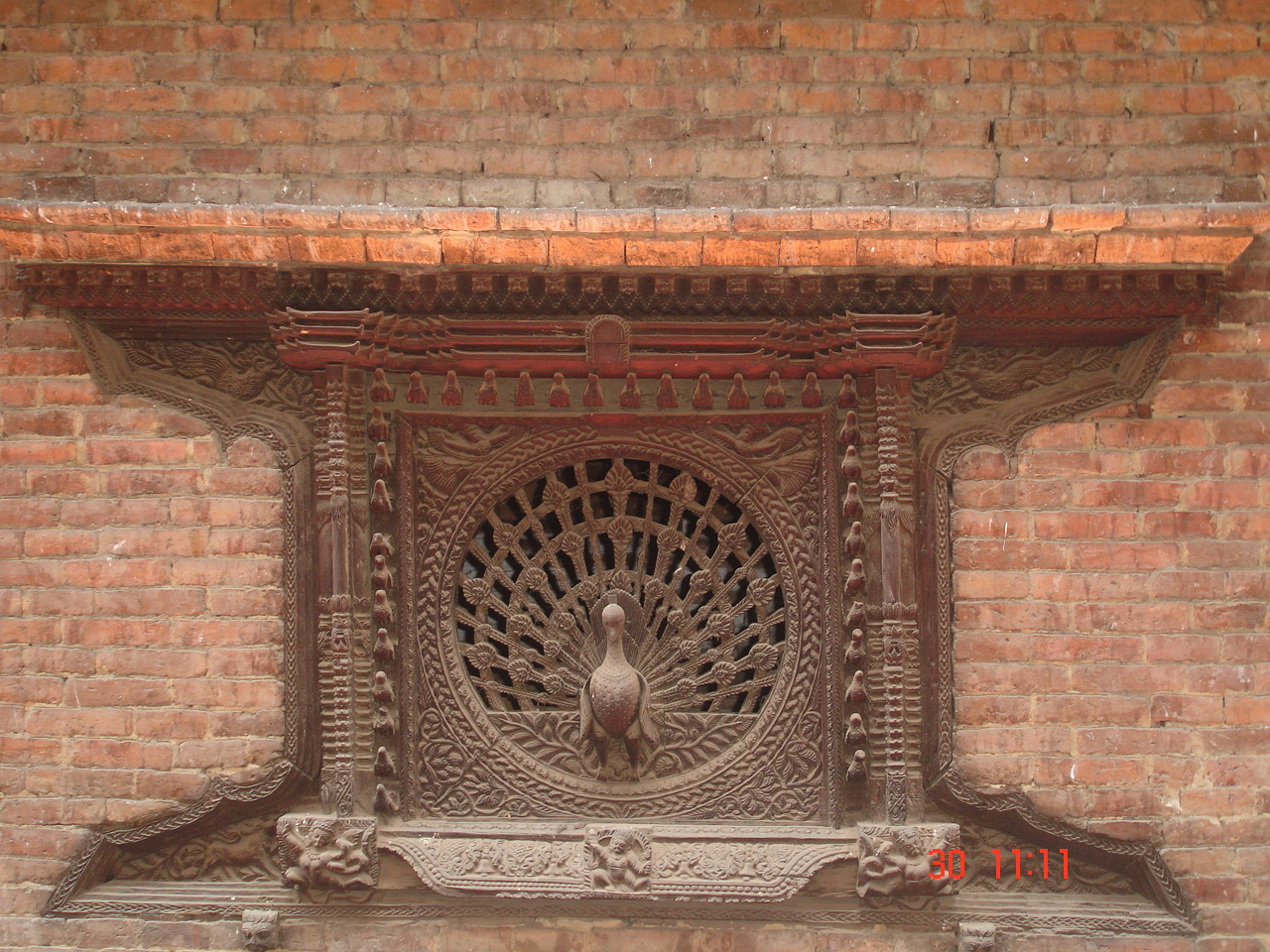
Paví okno
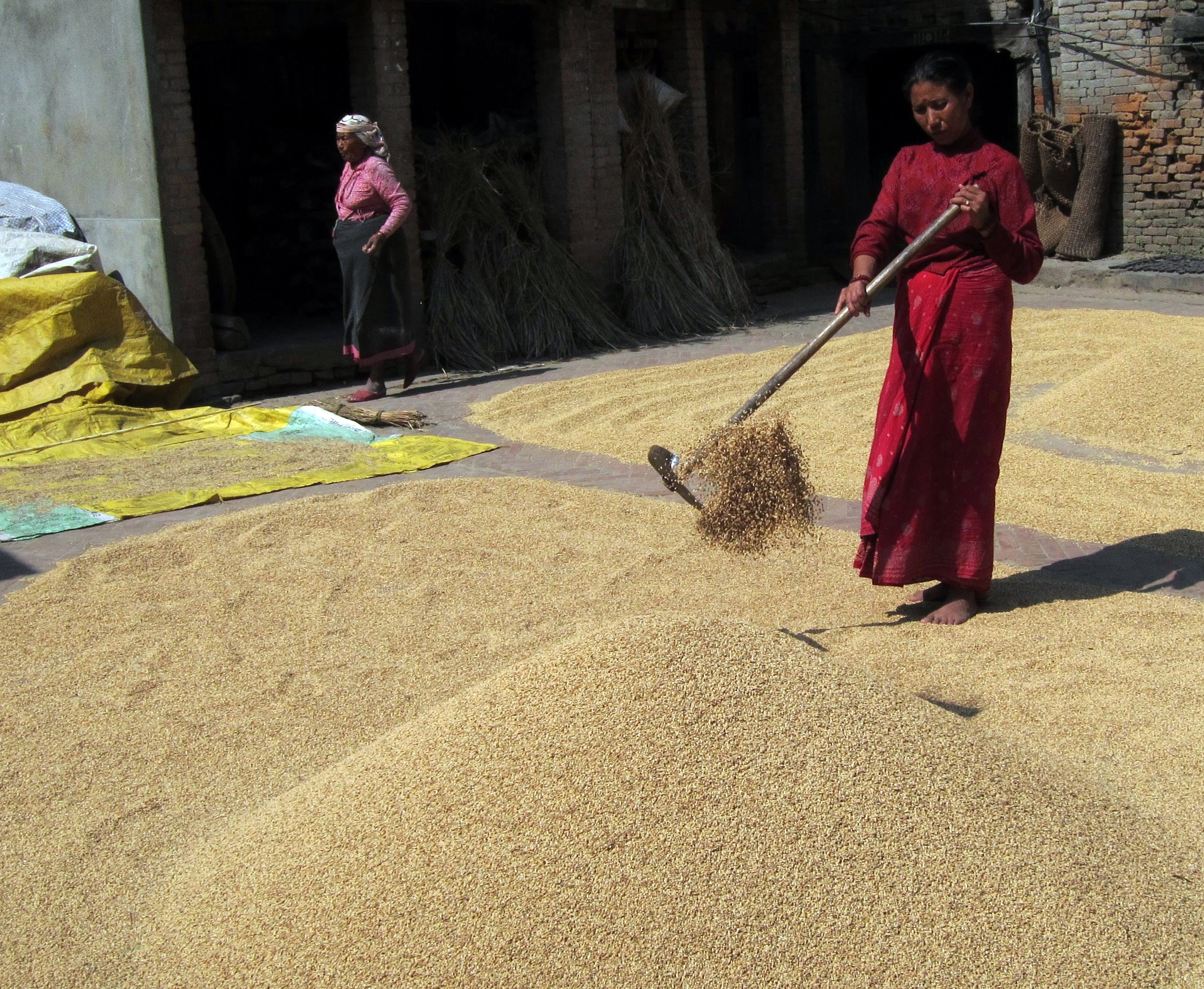
Žena při sušení rýže
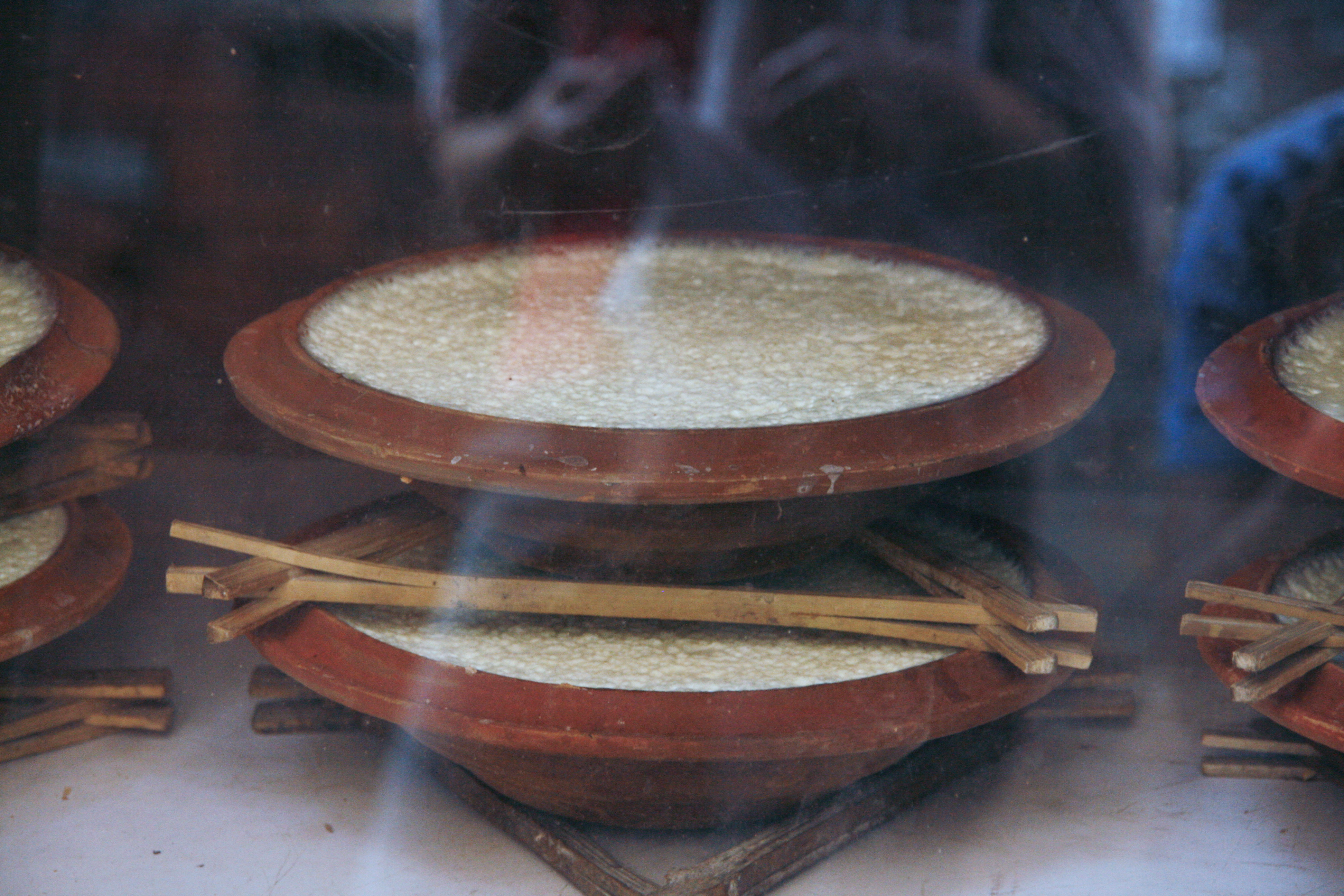
Névárský královský tvaroh (Juju Dhau)
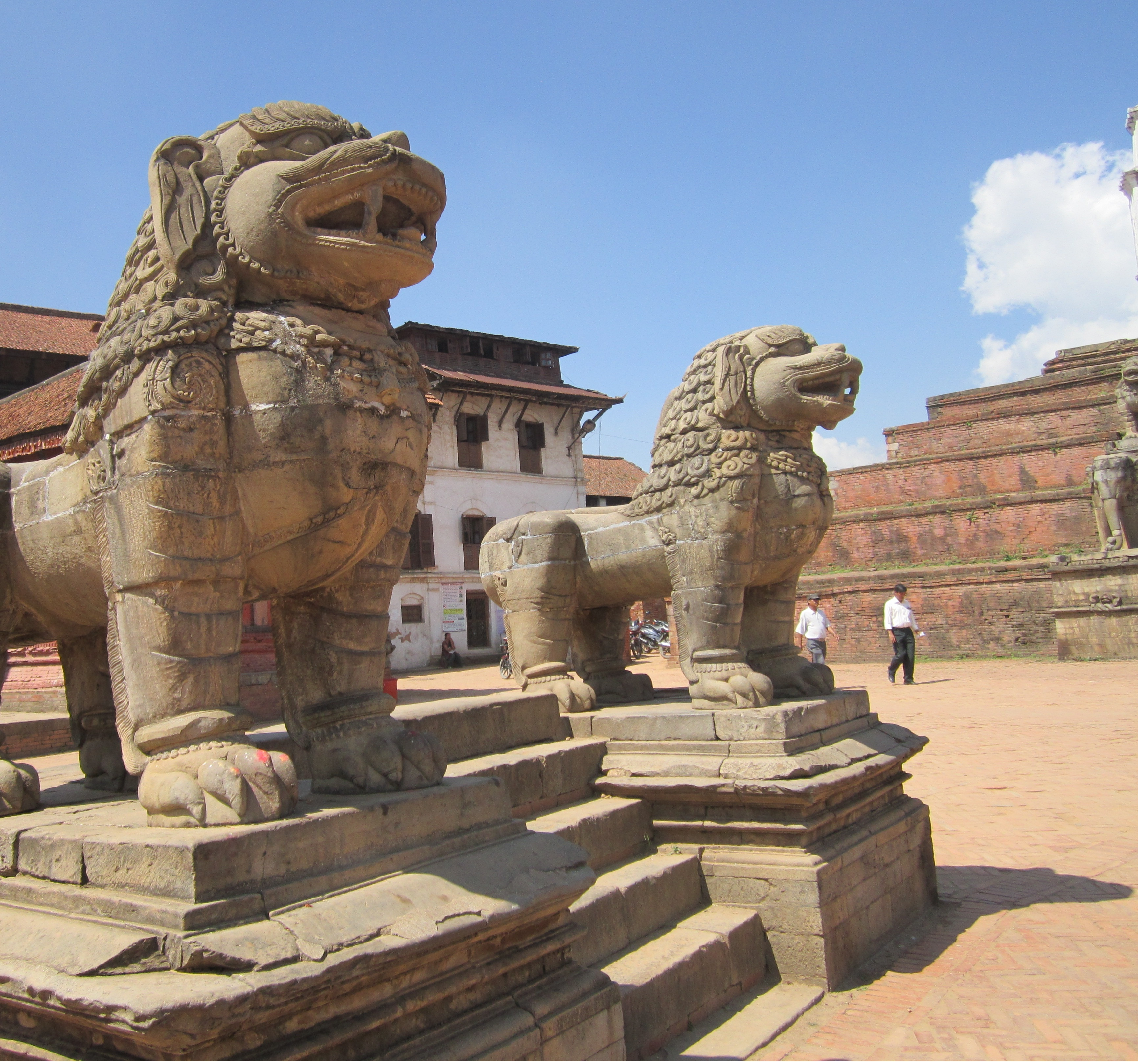
Náměstí Bhaktapúr Durbar
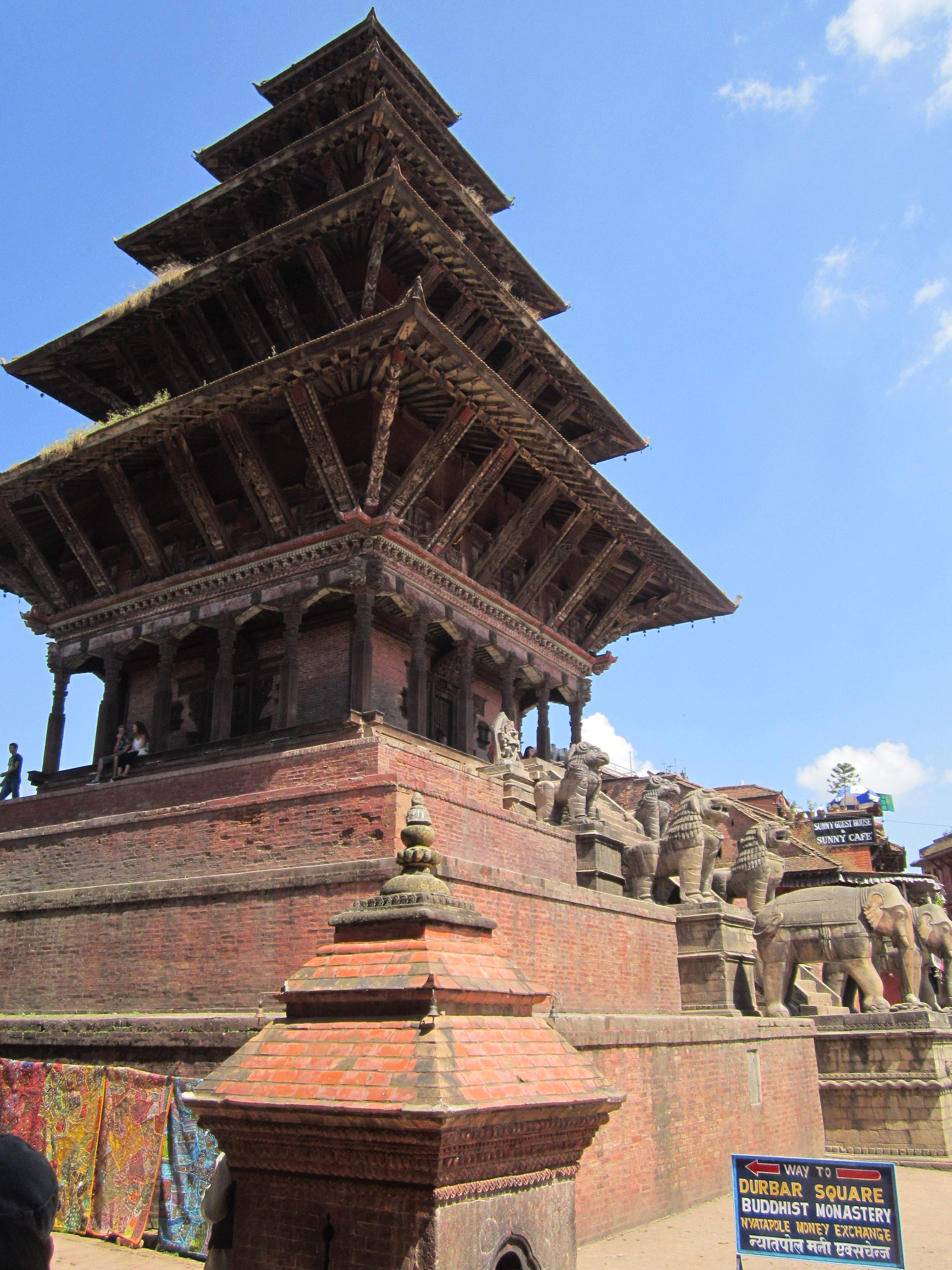
Chrám Nyatapola
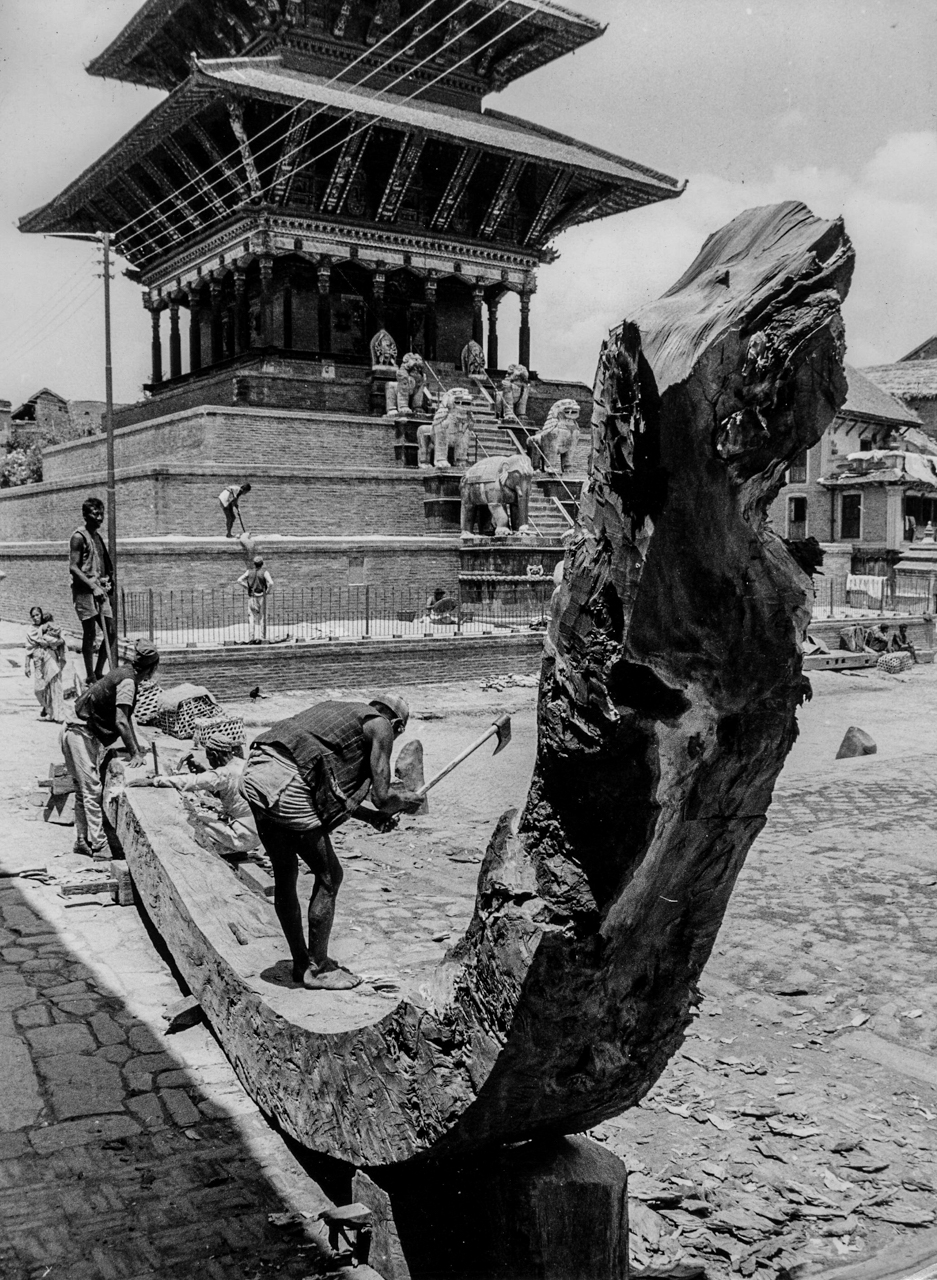
Přípravy festivalu

### Další čtení
- Bijukchhe, NM 2059 VS (2002-3 AD). Saya Barsha Pachiko Bhaktapur (Bhaktapur po 100 letech) . Bhaktapur: Kendriya Prakashan Samiti, Nepál Majdur Kishan Party.
- Dhakal, Suresh a Sanjeev Pokharel. 2009. "Místní hnutí, politické procesy a transformace: Případová studie obce Bhaktapur." Příležitostné práce v sociologii a antropologii 11:178-201.
- Gellner, David. 2001. Antropologie hinduismu a buddhismu: Weberiánská témata . New Delhi: Oxford University Press. (Kap. 12 a 13.)
- Gibson, Iane. 2015. Utrpení a křesťanství: Konverze a etická změna mezi Newars z Bhaktapuru. D.Phil. Diplomová práce z antropologie, University of Oxford. (Zejména kap. 2–4. )
- Gibson, Iane. 2017. Utrpení a naděje: Křesťanství a etika mezi Newars z Bhaktapuru . Kathmandu: Ekta Books.
- Smutný, Gregory. 2006. Reteorizující náboženství v Nepálu. New York: Palgrave Macmillan.
- Gutschow, Niels a Bernhard Kolver. 1975. Uspořádaný prostor: koncepty a funkce ve městě Nepálu . Wiesbaden: Kommissionsverlag Franz Steiner.
- Gutschow, Niels a Axel Michaels. 2005. Zvládání smrti: dynamika smrti a rituály předků mezi Newary z Bhaktapuru v Nepálu . Wiesbaden: Harrassowitz.
- Gutschow, Niels a Axel Michaels. 2008. Vyrůstání: Hinduistické a buddhistické iniciační rituály mezi newarskými dětmi v Bhaktapuru v Nepálu . Wiesbaden: Harrassowitz.
- Gutschow, Niels a Axel Michaels. 2012. Svatba: Hinduistické a buddhistické svatební rituály mezi Newary z Bhaktapuru a Patanu v Nepálu . Wiesbaden: Harrassowitz.
- Haaland, Ane. 1982. Bhaktapur, Měnící se město. Analýza vlivu developerského projektu na sociální změny ve středověké společnosti v Nepálu.
- Hachhethu, Krišna. 2007. Sociální změna a vedení: případová studie města Bhaktapur. V Politické a sociální transformace v severní Indii a Nepálu, editovali Hiroshi Ishii, David Gellner a Katsuo Nawa. Nové Dillí: Manohar.
- Mikesell, Stephen L. 1993. "Kritika Levyho teorie městského mezokosmu." Příspěvky k nepálským studiím 20 (2):231-54.
- Parish, Steven M. 1994. Morální vědění v hinduistickém posvátném městě: zkoumání mysli, emocí a sebe sama. New York: Columbia University Press.
- Parish, Steven M. 1996. Hierarchie a její nespokojenost: kultura a politika vědomí v kastovní společnosti . Philadelphia: University of Pennsylvania Press.
- Raji, Yogesh. 2010. Historie jako mysl: vzpomínka na rolnické hnutí v Nepálu . Káthmándú: Martin Chautari.
- Widdess, Richard. 2013. Dāphā: posvátný zpěv v jihoasijském městě: hudba, představení a význam v Bhaktapuru v Nepálu . Farnham: Ashgate.
- von Schroeder, Ulrich. 2019. Nepálské kamenné sochy . První díl: Hinduistický ; Druhý díl: Buddhistický . (Visual Dharma Publications, 2019). 1556 stran s 2960 ilustracemi (dvoutónové s četnými barevnými ilustracemi); 345 x 240 mm; svázané pouzdrem. Zahrnuje glosář, bibliografii, chronologickou tabulku a rejstřík. SD karta s více než 15 000 digitálními fotografiemi. ISBN 9783033063815